# Cerastis nigrescens
Cerastis nigrescens là một loài bướm đêm trong họ Noctuidae.